# Московский район (Калининград)
Моско́вский райо́н — один из трёх (до 2009 года — пяти) внутригородских административных районов города Калининграда Калининградской области Российской Федерации, первый по численности населения и второй по площади (после Центрального района) район города. Образован 25 июля 1947 года и назван в честь столицы СССР.
Первоначальная площадь района (до 2009 года) — 42 км².

## История
Современный Московский район Калининграда находится на территории бывших кёнигсбергских районов Понарт, Шпандинен, Розенау, Мюленхоф, Шпейхерсдорф, Хаберберг, островов Ломзе и Кнайпхоф, а также посёлка Зелигенфельд, деревни Иерусалим, имений Крауссен и Нейендорф.
В результате неоднократных бомбардировок Кёнигсберга вооружёнными силами стран антигитлеровской коалиции во время Второй мировой войны (1939—1945) и, в том числе, в ходе штурма Кёнигсберга 6-9 апреля 1945 года во время Великой Отечественной войны (1941—1945), район был сильно разрушен, поэтому первоочередной задачей в послевоенные годы было восстановление строительства жилого фонда.
25 июля 1947 года на этой территории Калининграда был создан Московский район, названный в честь советской столицы. Большая его часть была отстроена заново. Первые новостройки появились вдоль Ленинского проспекта и улицы Багратиона, позднее построены новые жилые районы по улицам Интернациональной и Ульяны Громовой, и на Октябрьском острове (бывший остров Ломзе). Интенсивное жилищное строительство в южной части района продолжается до настоящего времени.
В соответствии с решением окружного Совета депутатов города Калининграда № 141 от 29 июня 2009 года «О реорганизации районных администраций» район объединён с Балтийским районом города в единый Московский район.
Решением городского Совета депутатов города Калининграда (третьего созыва) от 22 февраля 2006 года № 69 «Об утверждении Генерального плана муниципального образования „Город Калининград“ на период до 2015 года», на территории Московского района города площадью 450 гектаров предусмотрено новое жилищное строительство 1 678 тысяч квадратных метров общей площади.
В общем объёме нового жилищного строительства учтена дополнительная жилая площадь, которая может быть получена в результате реконструкции трёх-пятиэтажного довоенного фонда и домов первых массовых серий (в основном, блочных пятиэтажных). В объёмы и территории нового жилищного строительства включён жилой фонд, как размещаемый на свободных территориях (новые жилые зоны), так и в уже сложившихся микрорайонах и кварталах, а также на участках, выделенных на чертеже Генерального плана в качестве многофункциональных зон.
В 2006 году Октябрьском острове началось строительство этнографического и торгово-ремесленного центра «Рыбная деревня», представляющего собой квартал, застроенный в стиле старого Кёнигсберга. С 2013 года велось строительство объектов второй очереди. Третьей очередью,  завершившей архитектурный ансамбль «Рыбной деревни» в 2022 году, стал жилой комплекс, расположенный на участке от Юбилейного до Высокого моста.
В 2019 году в районе, на Октябрьском острове, начато возведение объектов культурно-образовательного и музейного комплекса, который станет самым крупным инфраструктурным объектом в области в рамках национального проекта «Культура». В его составе здания: образовательного центра, филиала Третьяковской галереи, филиала Большого театра, филиалов Центральной музыкальной школы при МГК им. П.И. Чайковского и Московской государственной академии хореографии, общежития для студентов и учащихся, жилые дома для артистов и преподавателей.

## Расположение
Московский район расположен в юго-восточной части города Калининграда, ранее граничил с Ленинградским и Балтийским районами города, а на юге и юго-востоке — с Гурьевским районом Калининградской области.

## Население
| 1959     | 1970     | 1979     | 1989     | 2002     | 2009     | 2010     | 2012     | 2013     |
| -------- | -------- | -------- | -------- | -------- | -------- | -------- | -------- | -------- |
| 27 894   | ↗41 507  | ↗49 665  | ↗67 472  | ↗85 507  | ↘82 657  | ↗152 165 | ↗152 642 | ↗153 958 |
| 2014     | 2015     | 2016     | 2017     | 2018     | 2019     | 2020     | 2021     | 2023     |
| ↗154 922 | ↗158 441 | ↗159 168 | ↗161 319 | ↗164 454 | ↗168 467 | ↗173 641 | ↗182 021 | ↗182 554 |

## Администрация района
Деятельностью администрации района руководит глава администрации. В случае отсутствия главы администрации — его полномочия осуществляет один из заместителей. Главой администрации с апреля 2010 года по январь 2012 года был Олег Алексеевич Аминов.
Администрация района подчиняется городской администрации.

## Экономика
Основу экономики района составляют предприятия железнодорожного, автомобильного и морского транспорта, строительного комплекса и пищевой промышленности. Самые крупные из них — ОАО ПСЗ «Янтарь», ОАО «Калининградский морской торговый порт», ФГУП «Калининградский морской рыбный порт». ОАО «Молоко», Управление Калининградской железной дороги — филиал ОАО «РЖД», АООТ «Калининградский мясоконсервный комбинат», АОО «Балтийский мукомол», ОАО «Калининградский тарный комбинат», ОАО «ЖБИ-2», ОАО «КПД-Калининград», ООО «Продукты питания Комбинат». ОАО «Калининградская ТЭЦ-2» и др.

## Транспорт
Городской пассажирский транспорт в Московском районе развит крайне неравномерно. С Центральным районом города Московский район связывают два трамвайных (№ 3 и № 5) и один троллейбусный (№ 1) маршруты. При этом автобусное сообщение и малые пассажирские перевозки (маршрутные такси) развиты довольно хорошо, что позволяет жителям достаточно отдалённых частей Московского района добраться до центра города в среднем за полчаса.

## Образование
В районе расположено 9 средних общеобразовательных школ, 16 детских дошкольных учреждений, детско-юношеский центр.

## Достопримечательности и архитектура
Несмотря на то, что после Великой Отечественной войны (1941—1945) Московский район города Калининграда был выстроен заново, в северной части района сохранились уникальные здания довоенной немецкой постройки. Главное из них — Кафедральный собор (строительство длилось с 1333 по 1380 годы) расположенный в одной из островных частей города, именуемой в народе как «Остров Канта» (до войны — «Кнайпхоф»), и являющийся одним из символов Калининграда.
На территории района расположено много объектов культурного наследия (памятников истории и культуры) народов Российской Федерации:
- Калининградский областной музей изобразительных искусств (бывшее здание Кёнигсбергской фондовой биржи),
- Храм Покрова Пресвятой богородицы (бывшая Кирха Розенау)
- Крестовоздвиженский кафедральный собор (бывшая евангелическая Кирха Креста)
- здание Калининградской областной филармонии (бывшая церковь Святого Семейства)
- Хабербергская система укреплений,
- Фридландские ворота,
- Бастион Прегель.

### Фотогалерея

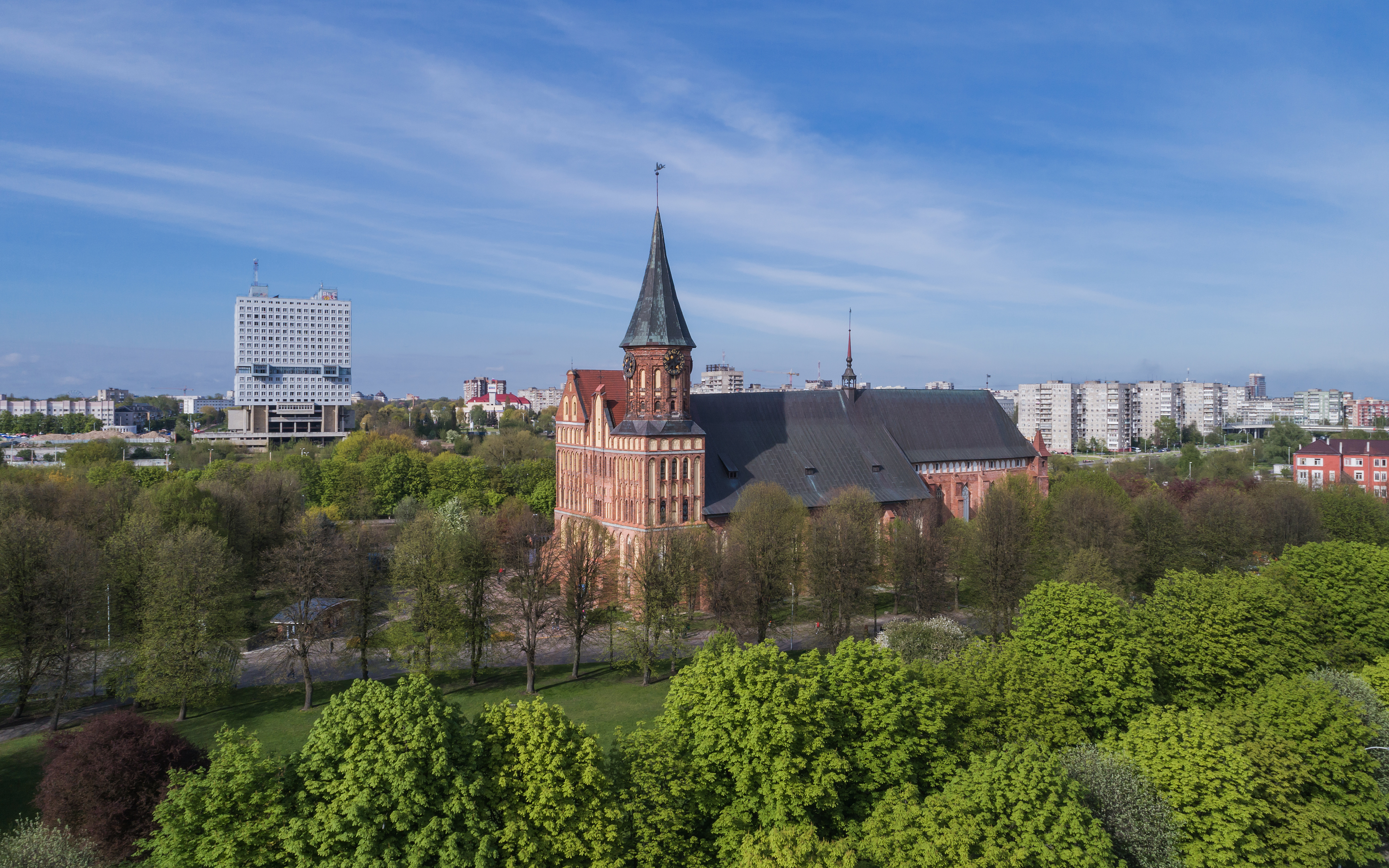
Кафедральный собор в Калининграде
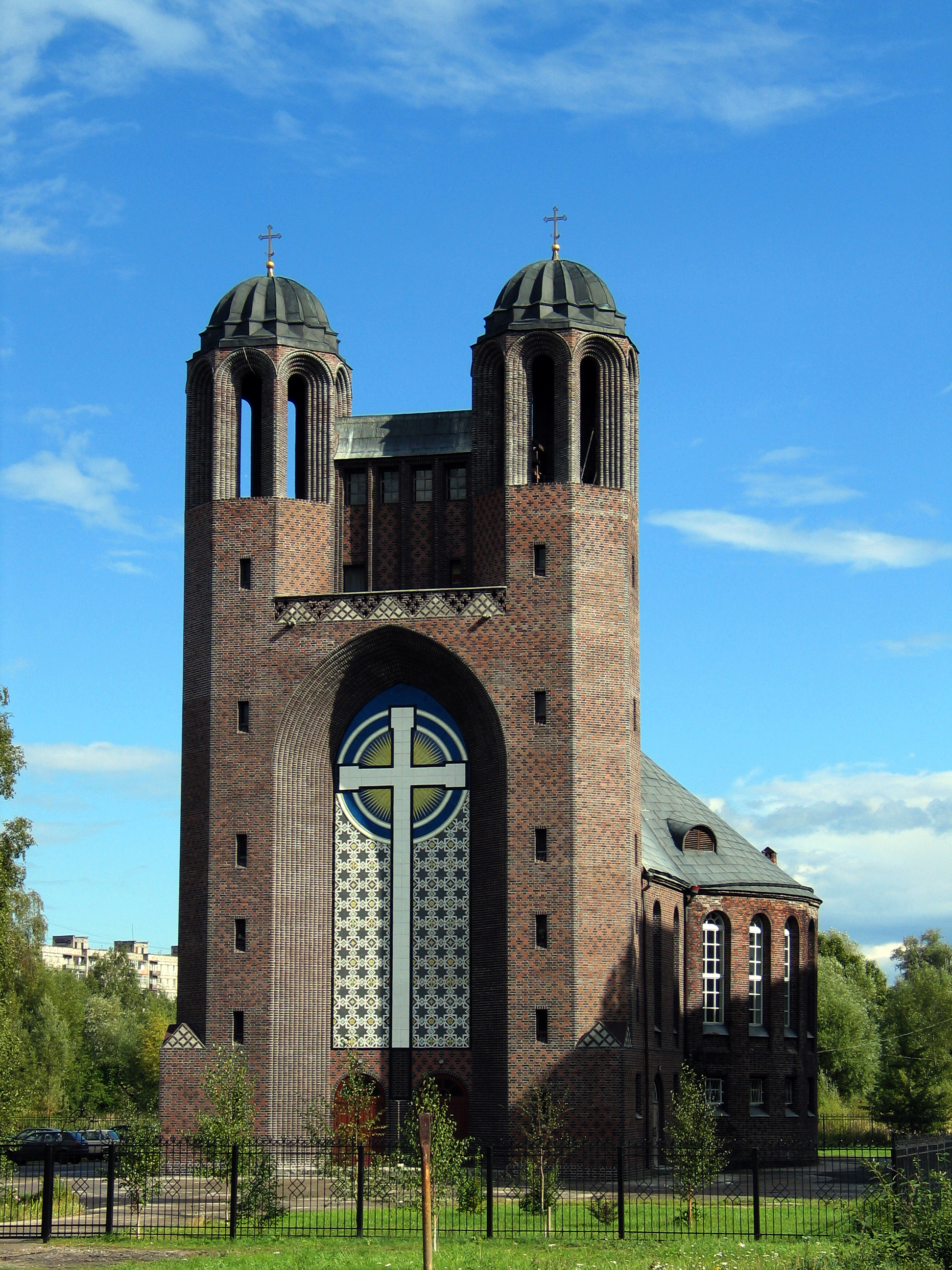
Крестовоздвиженский кафедральный собор
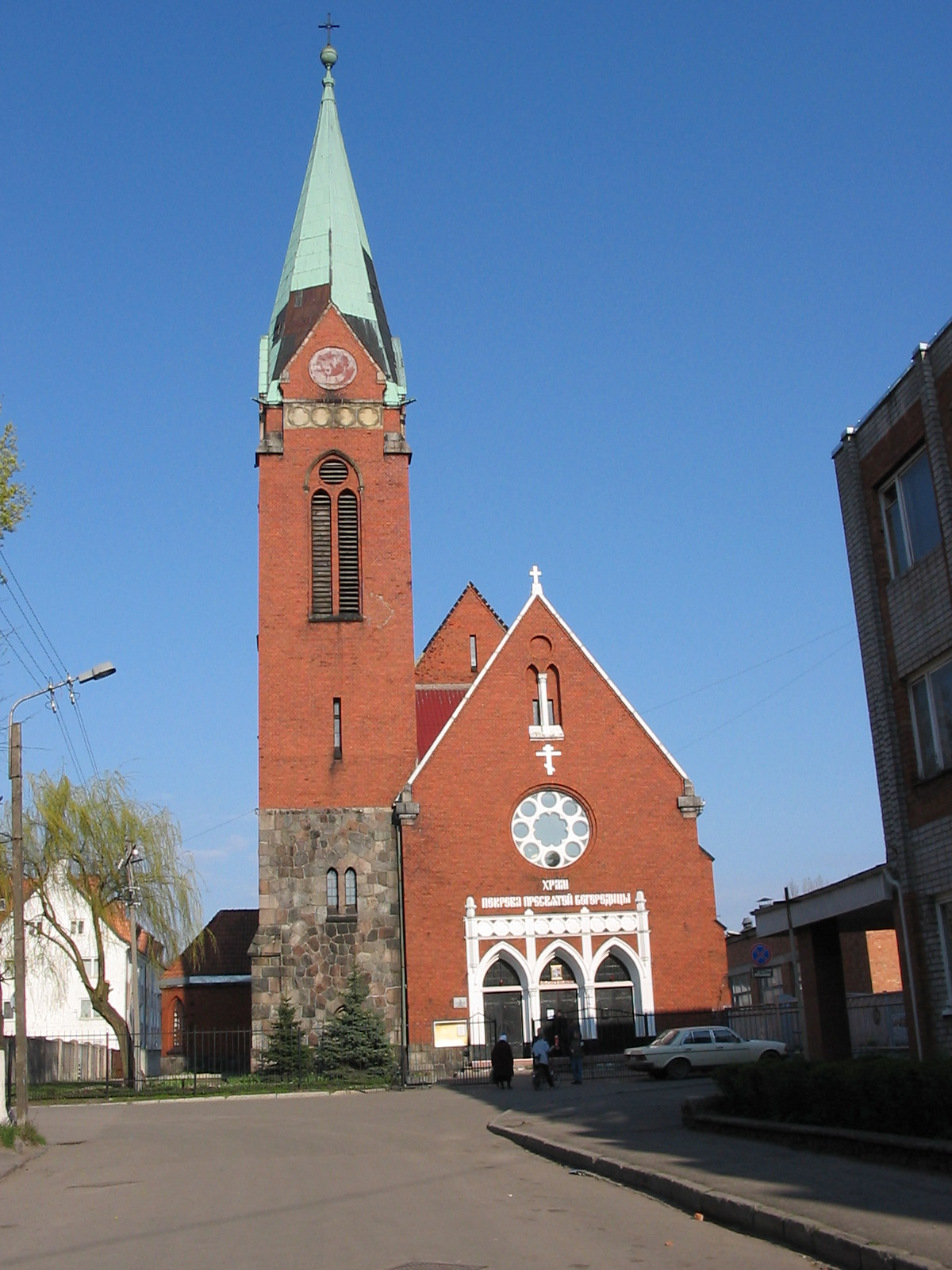
Храм Покрова Пресвятой богородицы
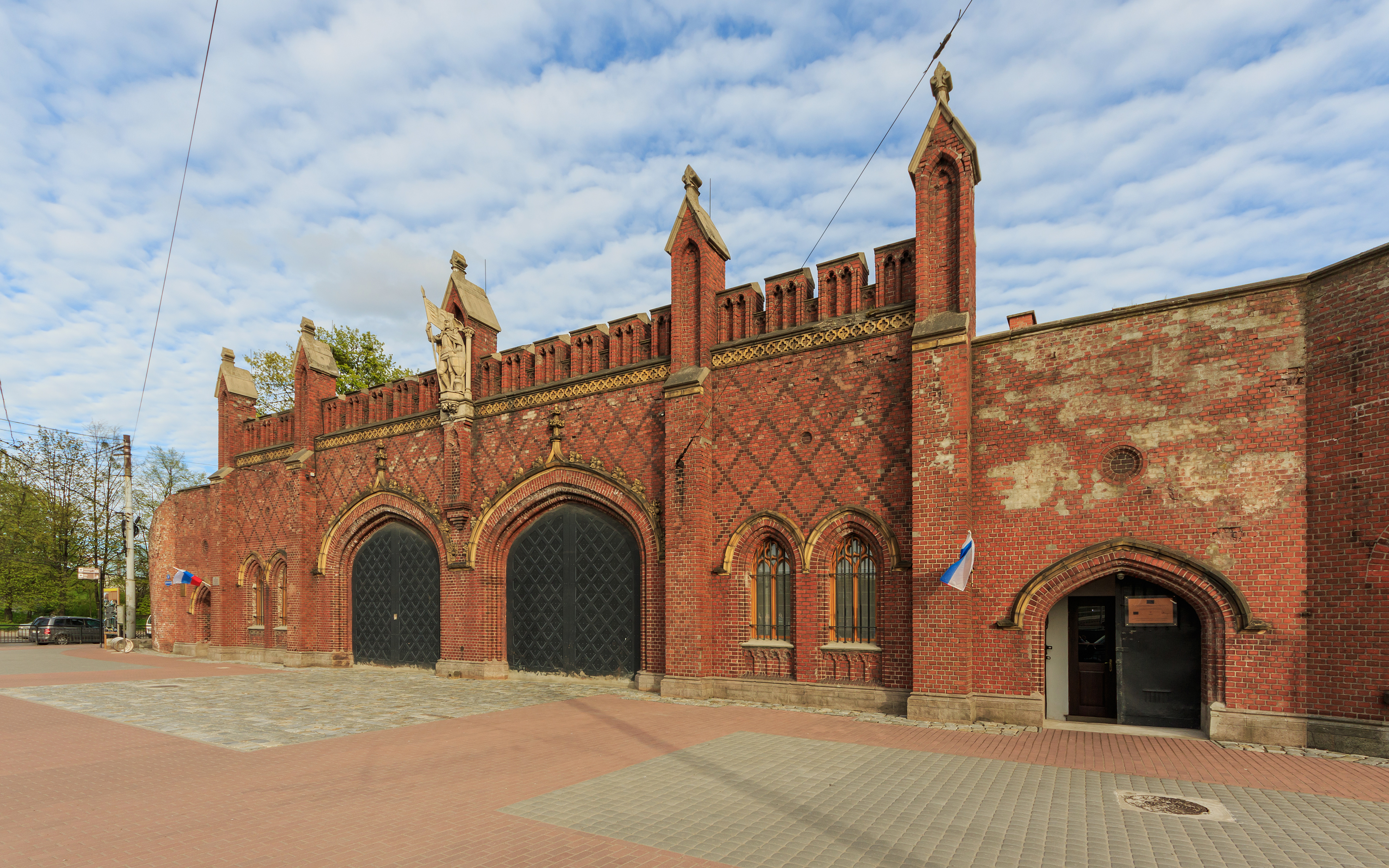
Фридландские ворота